# Barbara Schäfer
Barbara Schäfer-Wiegand (Borken, 18 de octubre de 1934 - 15 de junio de 2024) fue una pedagoga y política alemana del partido CDU. Fue Ministra de Trabajo, Salud, Orden Social y Familia de Baden-Württemberg desde 1984 hasta 1992.

## Vida y logros
Barbara Schäfer creció en Westfalia y completó su Abitur en 1954 en Brede, Brakel. Luego estudió filología en las universidades de Göttingen, Friburgo y Poitiers (Francia). En 1959 aprobó su primer examen estatal y en 1961 el examen de asesoría. Desde 1961 hasta 1984, fue profesora de latín, francés e historia en las escuelas de Baden-Württemberg, trabajando en Pforzheim y finalmente como Oberstudienrätin en Karlsruhe.
Schäfer era católica y estuvo casada en primeras nupcias con Alfons Schäfer de Balsbach/Odenwald. Tras su fallecimiento en 1992, se casó con Bernhard Wiegand.
Schäfer fue miembro del Club Soroptimist de Karlsruhe. Schäfer murió el 15 de junio de 2024, a la edad de 89 años.

## Actividad política
Su carrera política comenzó en 1975 cuando se unió a la CDU. En 1979, entró en el parlamento de Baden-Württemberg, reemplazando a Traugott Bender tras su fallecimiento. Fue miembro del parlamento a través de un mandato directo en el distrito electoral de Karlsruhe I hasta 1995, cuando renunció a su mandato. Ingrid Blank la reemplazó en el parlamento.
Después de las elecciones de 1984, el Primer Ministro Lothar Späth nombró a Schäfer como Ministra de Trabajo, Salud, Orden Social y Familia. También formó parte de la junta federal de la CDU hasta 1992. Tras la renuncia de Späth, fue parte del primer gabinete de su sucesor Erwin Teufel. Sin embargo, un año después surgieron diferencias entre ambos políticos en el tema del aborto. Tras las elecciones de 1992, se formó una gran coalición en Baden-Württemberg y Schäfer tuvo que renunciar a su cargo ministerial en favor de la política del SPD, Helga Solinger.
Desde la década de 1980, Schäfer estuvo activamente involucrada en la Unión de Mujeres de Baden-Württemberg, presidiéndola de 1985 a 1995. Desde entonces fue presidenta honoraria.

## Compromiso social
Schäfer-Wiegand fue presidenta de la Fundación Hänsel und Gretel, fundada en 1997, que se dedica a ayudar a niños abusados.

## Honores
- 1983: Cruz de Mérito de la República Federal de Alemania.
- 1987: Gran Cruz de la Orden del Mérito de la República Federal de Alemania.
- 1991: Orden del Mérito del Estado de Baden-Württemberg.[4]
- 2017: Gran Medalla Staufer en Oro.[5]